# Linner SV
Der Linner SV (offiziell: Linner Spielverein 1918 e.V.) ist ein Fußballverein aus dem Krefelder Stadtteil Linn. Die erste Mannschaft spielte ein Jahr in der höchsten niederrheinischen Amateurliga.

## Geschichte
Der Verein wurde im Jahre 1918 gegründet. Im Jahre 1947 verpasste die Mannschaft die Qualifikation für die neu geschaffene Landesliga, die seinerzeit höchste Amateurliga am Niederrhein. In der Aufstiegsrunde scheiterte der Spielverein am CfR Hardt und dem VfR Neuss. Ein Jahr später folgte dann der Aufstieg in die Landesliga, doch nach nur einem Jahr mussten die Linner wieder zurück in die Bezirksklasse. In der folgenden Saison 1949/50 wurde die Mannschaft gar in die Kreisklasse durchgereicht, schaffte aber den sofortigen Wiederaufstieg. Im Jahre 1955 ging es erneut runter in die Kreisklasse, ehe der Spielverein nach zwei Aufstiegen in Folge wieder in der Landesliga spielte. Doch wie schon beim ersten Aufstieg folgte der direkte Wiederabstieg. Es folgten viele Jahre auf lokaler Ebene, bevor sich der Linner Spielverein in den 2000er Jahren in der Landesliga etablieren konnte. Dem Abstieg in die Bezirksliga im Jahre 2009 folgte 2015 der Abstieg in die Kreisliga A und ein Jahr später der in die Kreisliga B. In der Saison 2016/17 gelang der direkte Wiederaufstieg.

## Persönlichkeiten
- Elena Hauer
- Melanie Lasrich
- Josef Schneiders
- Bernhard Steffen